# 南京地铁S1号线
南京地铁S1号线又称机场线，是宁高城际轨道交通一期工程。该线路北起南京南站，南至空港新城江宁站，设9座车站、全长约35.8千米。2011年12月27日开工，总投资134.64亿元，2014年7月1日建成通车。南京地铁S1号线线路标识色为 Pantone 326C 。

## 规划历史
S1号线最早的雏形出现于1992年，在当时的《南京市快速轨道交通路网规划图》中已有通向禄口机场方向的轻轨。随后，在1999年修订的《南京城市快速轨道交通线网规划》，机场方向的公共交通由3号线（现5号线）承担。2003年后的规划中机场线再次从3号线中拆分出来，线路走向从南京南站出发，沿机场高速沿线敷设，成为单独的机场联络轨道系统。
2009年，原环线6号线拆分后，机场线与6号线的东半环合二为一，贯通运营至延长至城北新生圩。由于南京获得2014年夏季青年奥林匹克运动会主办权，为沟通禄口机场交通，6号线南京南站至禄口机场段工程先行进行建设并改名为S1号线，待日后6号线城区段建成后再贯通运营。2012年，国家发改委批准《江苏省沿江城市群城际轨道交通网规划》，S1号线再次以“南京至高淳城际轨道南京南站至禄口机场段工程”名义获批，并作为宁高城际的一部分先行开工建设，南京南站至禄口机场段已2014年7月1日正式开通运营。而宁高城际二期工程（翔宇路南至高淳以及禄口机场到溧水）后期被拆分并被单独编号为S9号线和S7号线。S9号线已于2017年12月30日开通，和S1号线在翔宇路南站进行跨月台换乘；而S7号线于2018年5月26日通车，与S1线在空港新城江宁站换乘，部分列车和S1线贯通运营。

## 列车
南京地铁S1号线配车15列，每列为6辆B型车编组，由南车南京浦镇车辆生产。列车车头设计与南京地铁其他B型车相似，由于其主色调昵称为“宝石绿”，设计最高时速100公里。
S1号线列车车厢内两端设置有不锈钢行李架，以便前往机场的旅客携带箱包，同时列车内还有专门的无障碍区域，并设有轮椅安全固定带等人性化设计。
同时为今后与6号线贯通运营准备，自2025年7月2日起，6号线部分列车开始在S1号线上正式载客运营。
| 型号名  | 制造商           | 车辆编成            | 制造年代  | 车辆总数             | 上线时间    | 昵称          |
| ------- | ---------------- | ------------------- | --------- | -------------------- | ----------- | ------------- |
| NJS1-01 | 南车南京浦镇车辆 | 6B(Tc+Mp+M+M+Mp+Tc) | 2012-2014 | 15列 (001002-029030) | 2014/07/01- | 宝石绿 斗鸡眼 |
| NJ06-01 | 中车南京浦镇车辆 | 6B(Tc+Mp+M+M+Mp+Tc) | 2023-2025 | 43列 (031032-085086) | 2025/07/02- |               |

## 线路站点

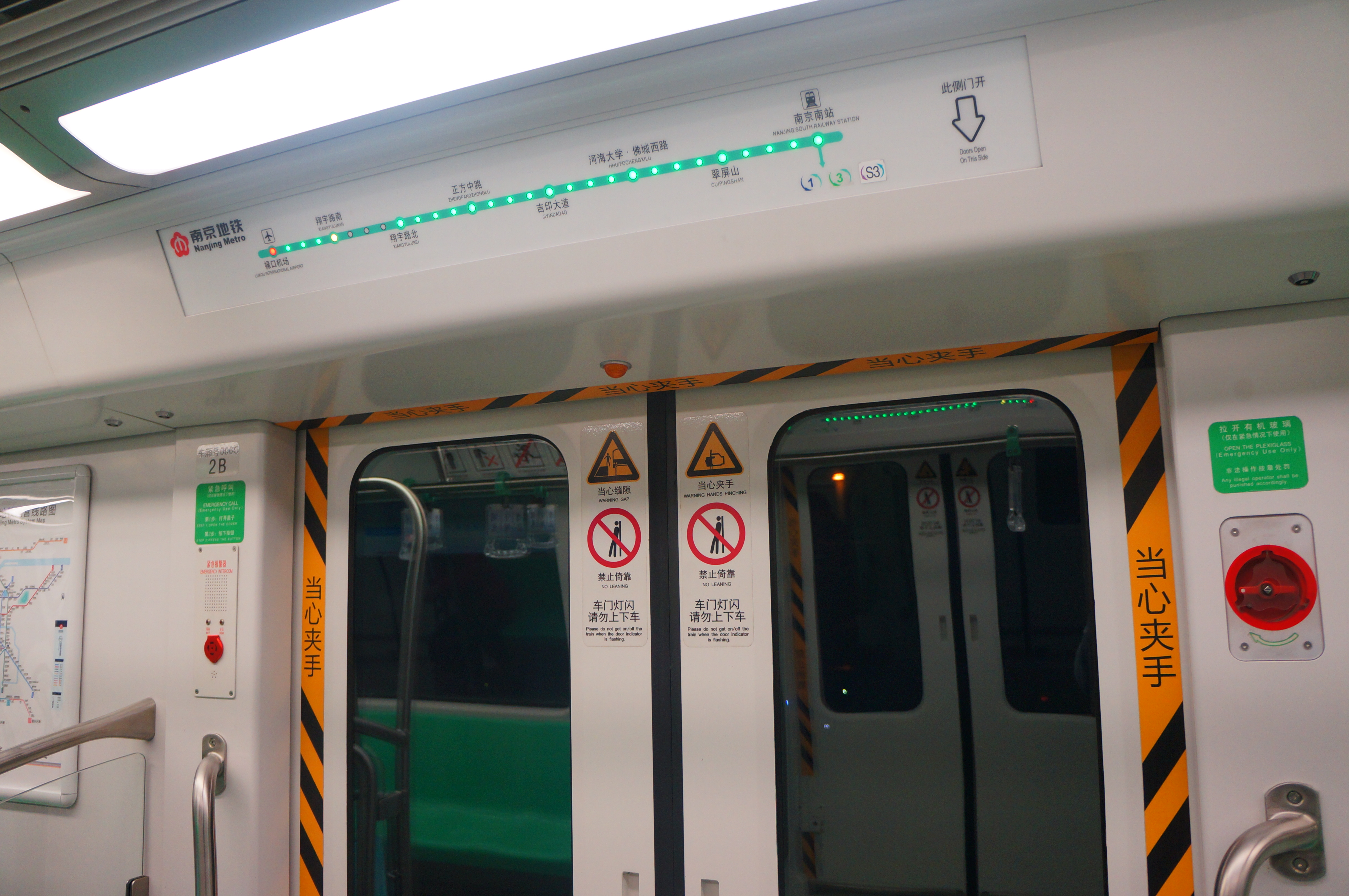
S7号线通车前的线路指示图
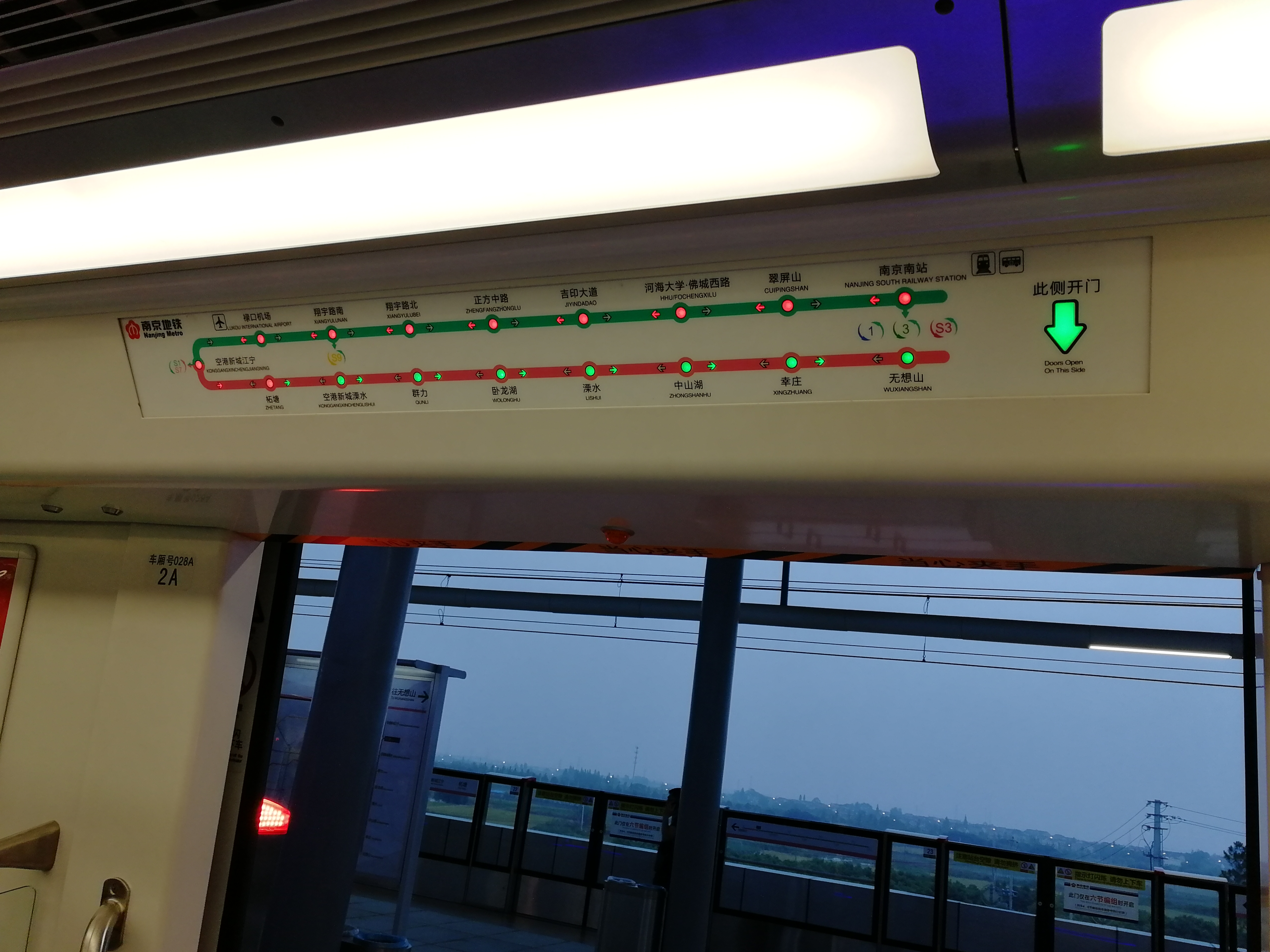
S7号线通车后的线路指示图，图中的列车从南京南站贯通运营开往无想山站
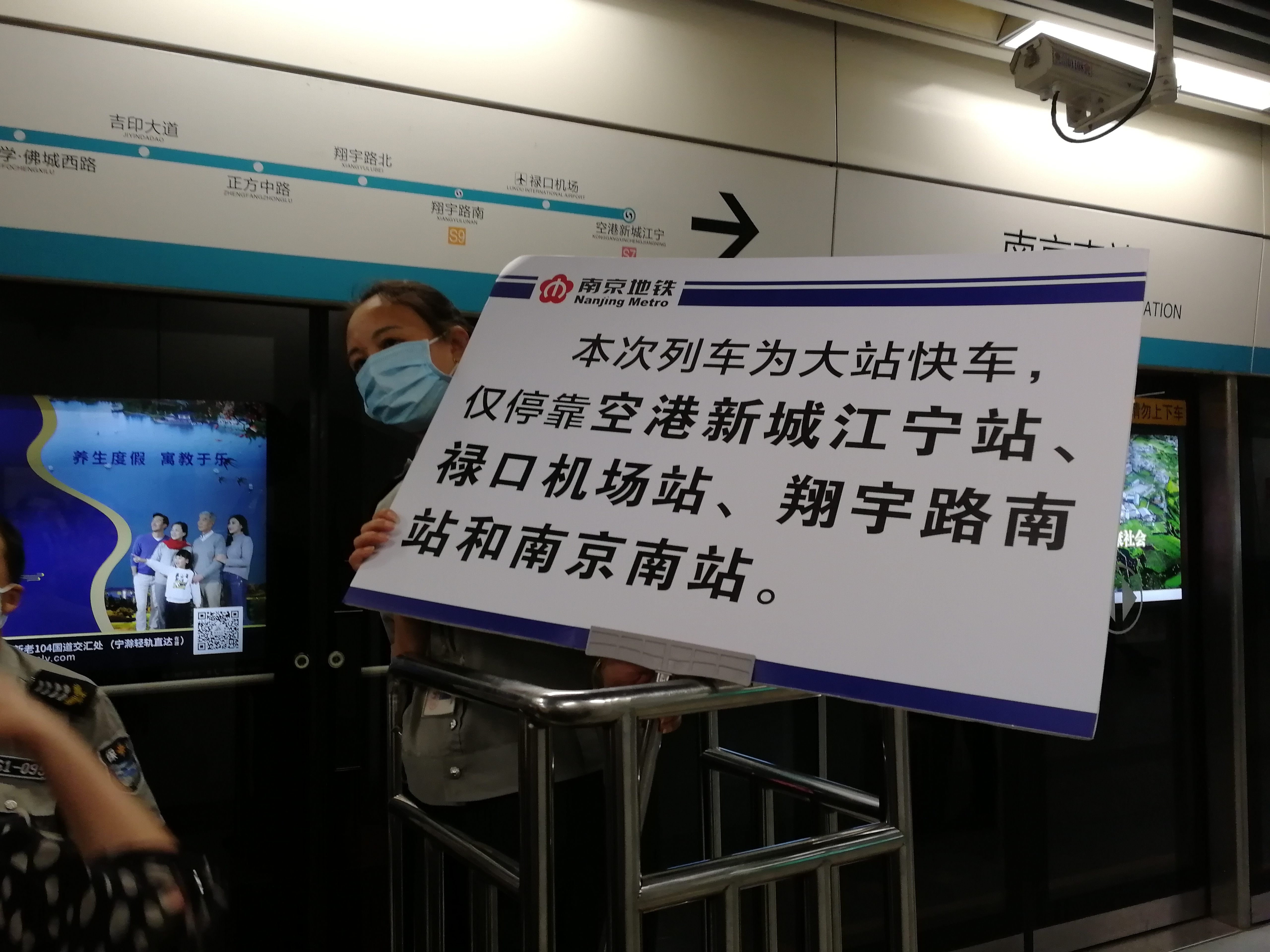
在南京南站引导旅客乘坐S1号线大站快车的保安人员

| 首班车            | 大站快车[注] | 末班车 | 首班车              | 大站快车[注]                                                    | 末班车 （周日至周四） | 末班车 （周五至周六） |          |                                         |          |          |                                         |          |       |
| 南京南站          | 0            | —      | 南京南站北广场地下  | █ 1号线 █ 3号线 █ 6号线 在建 █ S3号线 █ 18号线（规划） 南京南站 | 地下                  | 一岛 两侧             | 06:34    | 终点站                                  | 23:17    | 06:00:00 | 06:50:00★ 09:24:00▲ 15:11:00▲ 18:13:00★ | 22:40:00 | 23:00 |
| 翠屏山            | 4.077        | 4.077  | 将军大道-胜太西路   |                                                                 | 地下                  | 岛式                  | 06:30:25 | ↑                                       | 23:13:05 | 06:05:22 | ↓                                       | 22:45:22 | 23:05 |
| 河海大学·佛城西路 | 7.329        | 3.252  | 将军大道-佛城西路   | █ 12号线（规划）                                                | 地下                  | 侧式                  | 06:26:33 | ↑                                       | 23:09:13 | 06:09:17 | ↓                                       | 22:49:17 | 23:09 |
| 吉印大道          | 10.571       | 3.242  | 将军大道-吉印大道   | █ 5号线                                                         | 地下                  | 岛式                  | 06:22:52 | ↑                                       | 23:05:32 | 06:12:57 | ↓                                       | 22:52:57 | 23:12 |
| 正方中路          | 15.294       | 4.723  | 将军路-正方中路     |                                                                 | 高架                  | 岛式                  | 06:18:14 | ↑                                       | 23:00:54 | 06:17:48 | ↓                                       | 22:57:48 | 23:17 |
| 翔宇路北          | 22.577       | 7.283  | 建设北路-新生路     |                                                                 | 高架                  | 岛式                  | 06:11:41 | ↑                                       | 22:54:21 | 06:24:42 | ↓                                       | 23:04:42 | 23:24 |
| 翔宇路南          | 26.811       | 4.234  | 华商南路-新生路     | █ S9号线                                                        | 高架                  | 双岛                  | 06:07:07 | 07:27:00★ 10:05:00▲ 15:52:00▲ 18:54:00★ | 22:49:47 | 06:29:20 | 07:12:00★ 09:47:00▲ 15:33:00▲ 18:35:00★ | 23:09:20 | 23:29 |
| 禄口机场          | 34.734       | 7.926  | 禄口机场T1-T2航站楼 | █ 18号线（规划）                                                | 地下                  | 岛式                  | 06:00:00 | 07:20:00★ 09:58:00▲ 15:44:00▲ 18:47:00★ | 22:42:40 | 06:36:51 | 07:19:00★ 09:54:00▲ 15:41:00▲ 18:43:00★ | 23:16:51 | 23:36 |
| 空港新城江宁      | 36.317       | 1.583  | 翔鹰四路-鲲鹏路     | █ S7号线                                                        | 地下二层              | 岛式                  | 05:57:20 | 07:17:00★ 09:55:00▲ 15:42:00▲ 18:44:00★ | 22:40:00 | 06:38    | 终点站                                  | 23:18    | 23:38 |

注 对于2020年5月26日起开行的大站快车，★表示工作日开行的列车，▲表示周末开行的列车，↑↓表示不停靠的车站。

## 大事记
- 2010年11月4日，6号线机场段工程环境影响评价第一次公示[16]。
- 2011年9月26日，宁高城际机场线获得江苏省发改委批准。
- 2011年12月27日，在禄口举行试验段开工仪式。
- 2011年9月，南车南京浦镇车辆中标南京机场线地铁车辆项目订单[13]。
- 2013年10月，第二次环评公示。
- 2014年1月23日，宁高城际机场线轨通。全线铺轨91.732公里，其中正线76.218公里，车辆段15.514公里。
- 2014年3月10日，宁高城际机场线开始空载试运行。[17]
- 2014年7月1日，正式通车试运营。
- 2020年5月26日起，开始运营大站快车，每天开行两对列车，仅停靠南京南站、翔宇路南站、禄口机场站和空港新城江宁站。[18]
- 2021年7月21日起，因南京市出现2019冠状病毒病本土疫情，全线暂停运营[19]。8月19日，南京市交通运输局副局长郑春发在新闻发布会上介绍，S1号线自8月26日起恢复运行[20]。
- 2022年3月16日起，由于南京市再次出现本土疫情，S1号线再次全线停运，至3月30日恢复正常。
- 2024年5月10日起，S1号线信号升级ATO+（支持DTO/GoA3级自动驾驶），可实现列车自动到站停车发车、车门和站台门自动开关、自动折返、自动出入场段等功能。[21]
- 2025年7月1日下午，因S1号线接触网设备故障，吉印大道站至空港新城江宁站临时停运，列车调整为南京南站至吉印大道站小交路运行并开行公交接驳。截至当晚20:00恢复正常。[22]

## 未来规划
2020年5月，马鞍山市博望区政府发布了江宁博望一体化发展示范区位图，该图有南京S1延伸线延伸马鞍山南站路径博望区和江宁区交界的丹阳示范区站。
同时按照计划，未来南京地铁S1号线将与正在建设中的6号线贯通运营，全天开行小交路（翔宇路南站至万寿站）与大交路（空港新城江宁站至栖霞山站），但保留S1线路编号。